# Borrowed Time (canción de Steve Lukather)
Borrowed Time es una canción y un sencillo de Steve Lukather, el guitarrista de la banda de rock Toto.

## Canción
La canción aparece como la pista Nº 7 en el álbum Candyman. Es un tributo y homenaje al exbaterista de Toto, que falleció en 1992. El sencillo se lanzó con 2 tributos a Jimi Hendrix, con las canciones «Red House», bonus track del disco en Japón, y «Freedom», la pista Nº 2 del disco. El sencillo solamente se promocionó en Europa y se tocó en vivo en el «Candyman World Tour». Como las otras pistas del disco, contiene el género del jazz fusion, además de contener influencias del pop rock.

## Lista de canciones
| N.º   | Título                 | Escritor(es)                                | Duración |  |
| 1.    | «Borrowed Time» (Edit) | Steve Lukather, David Garfield, Fee Waybill | 4:46     |  |
| 2.    | «Red House»            | Jimi Hendrix                                | 5:07     |  |
| 3.    | «Freedom»              | Jimi Hendrix                                | 4:08     |  |
| 14:01 |                        |                                             |          |  |

## Personal
- Steve Lukather: Voz, guitarra, coros.
- Simon Phillips: Batería.
- John Peña: Bajo.
- Lenny Castro: Percusión
- Fee Waybill: Coros.
- Richard Page: Coros.
- Kevin Curry: Coros.